# Вьерзон-1 (кантон)
Вьерзо́н-1 (фр. Vierzon-1) — кантон во Франции, находится в регионе Центр, департамент Шер. Входит в состав округа Вьерзон.
Код INSEE кантона — 1829. В кантон Вьерзон-1 входит одна коммуна — Вьерзон.
Население кантона на 2007 год составляло 16 152 человека.